# إدموند جي. بيرنر
إدموند جي. بيرنر هو سياسي أمريكي، ولد في 17 مايو 1864 في ميكيون في الولايات المتحدة، وتوفي في 15 مايو 1917 في ميلواكي في الولايات المتحدة. انتخب عضو جمعية ولاية ويسكونسن ‏.